# Wennebostel
Wennebostel ist ein Ortsteil der Gemeinde Wedemark in der niedersächsischen Region Hannover.

## Geografie

### Lage
Das Dorf liegt am südöstlichen Randbereich der Gemeinde Wedemark an der Landesstraße 383. Nordöstlich des Ortes befindet sich das Autobahndreieck Hannover-Nord, wo die Bundesautobahnen A 7 und A 352 aufeinandertreffen.

### Nachbarorte
| Mellendorf    |                                             | Gailhof           |
|               | Kompassrose, die auf Nachbargemeinden zeigt | Stadt Burgwedel   |
| Scherenbostel | Bissendorf                                  | Bissendorf-Wietze |

## Geschichte

### Vorgeschichte

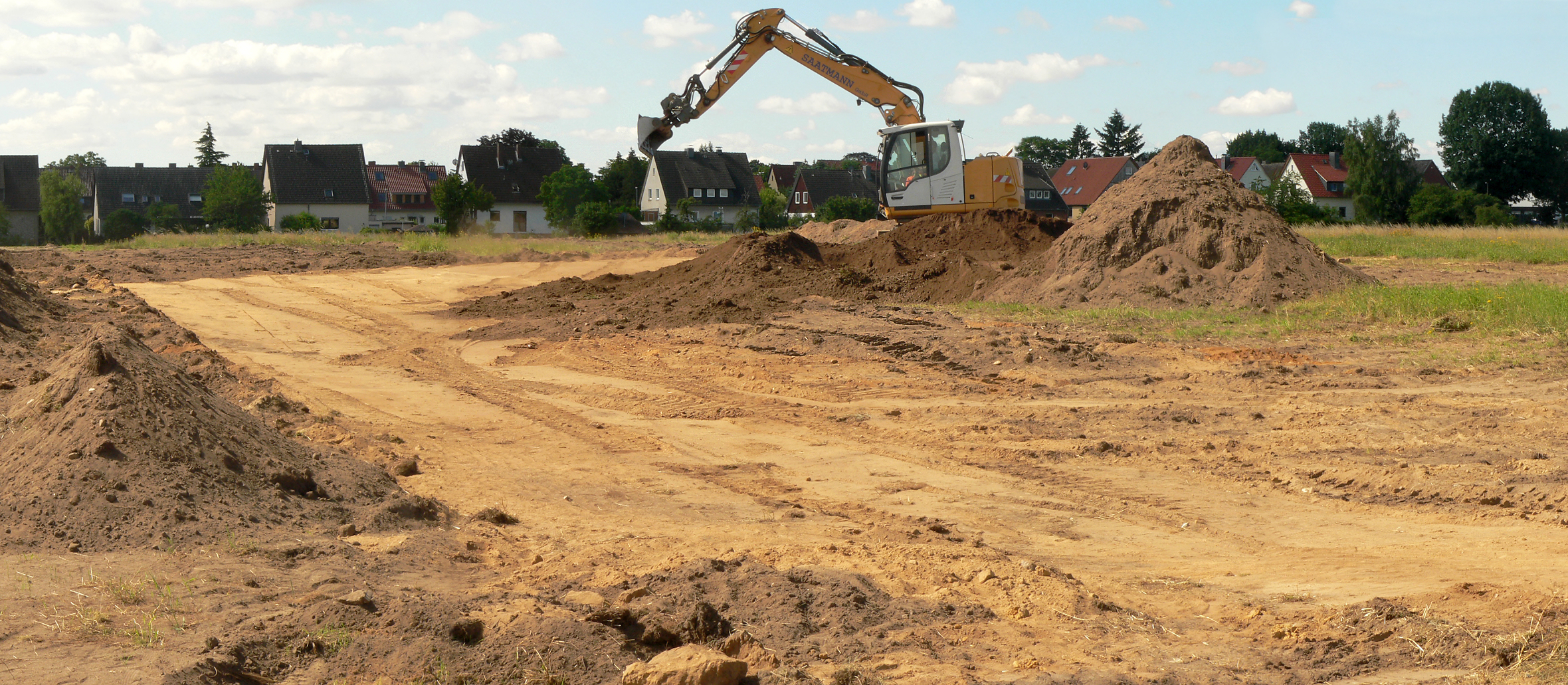
Bereits zugeschüttete Ausgrabungsstelle in einem Baugebiet, an der vorgeschichtliche Bestattungen gefunden wurden, 2020

Im heutigen Ortsbereich von Wennebostel lassen archäologische Funde auf eine vorgeschichtliche Besiedlung vor etwa 2500 Jahren schließen. Bei archäologischen Untersuchungen in einem zur Bebauung vorgesehenen Areal wurden im Jahr 2020 Bestattungsreste gefunden, die vermutlich aus der Bronze- oder Eisenzeit stammen. Dazu zählten zwei Urnen, zwei Keramikschalen als Grabbeigaben sowie zwei Feuerstellen. Etwa 300 Meter von der Fundstelle entfernt gab es einige Jahre zuvor vorgeschichtliche Siedlungsbefunde. Nach Erkenntnissen des Niedersächsischen Landesamtes für Denkmalpflege liegen im Gebiet um Wennebostel vielfach Hinweise auf Bestattungsplätze aus der Bronze- und Eisenzeit vor. Laut dem niedersächsischen Landesarchäologen Henning Haßmann war die Wedemark in der Zeit von 1000 vor bis 1000 nach Christi zum Teil dicht besiedelt.

### Mittelalter bis heute
Ein aus dem 10. Jahrhundert stammender Hof gilt als Ursprung des Dorfes Wennebostel. Auch heute noch hat der Ort einen ausgeprägt dörflichen Charakter.
Wennebostel ging 1993 im Wettbewerb „Unser Dorf soll schöner werden“ auf Kreisebene als Sieger hervor.

### Eingemeindungen
Im Zuge der Gebietsreform in Niedersachsen, die am 1. März 1974 stattfand, wurde die zuvor selbständige Gemeinde Wennebostel in die Gemeinde Wedemark eingegliedert.

### Einwohnerentwicklung
| Jahr      | 1910  | 1925  | 1933  | 1939  | 1950   | 1956   | 1973   | 2015  |
| --------- | ----- | ----- | ----- | ----- | ------ | ------ | ------ | ----- |
| Einwohner | 306   | 297   | 350   | 468   | 826    | 727    | 746    | 756   |
| Quelle    | [ 8 ] | [ 9 ] | [ 9 ] | [ 9 ] | [ 10 ] | [ 10 ] | [ 11 ] | [ 2 ] |

|  |

## Politik

### Ortsrat
Der Ortsrat von Wennebostel setzt sich aus fünf Ratsherren zusammen.
- CDU: 3 Sitze
- Bündnis 90/Die Grünen: 1 Sitz
- Parteilose: 1 Sitz

(Stand: Kommunalwahl 12. September 2021)

### Ortsbürgermeister
Der Ortsbürgermeister ist seit 2024 Christian Henn (CDU). Stellvertreterin ist Franka Hoops (CDU).

### Wappen
Der Entwurf des Kommunalwappens von Wennebostel stammt von dem Heraldiker und Wappenmaler Gustav Völker, der zahlreiche Wappen in der Region Hannover erschaffen hat. Die Genehmigung des Wappens wurde durch den Regierungspräsidenten in Lüneburg am 29. November 1966 erteilt.
| Wappen von Wennebostel | Blasonierung: „In Grün auf silbernem Boden, belegt mit einer liegenden, schwarzen Wolfsangel, ein auf golden gesatteltem und gezäuntem, silbernem Ross rechtshin springend, ein goldenes Jagdhorn blasender, silberner Förster, links begleitet von einer goldenen Königskrone.“ |
| Wappen von Wennebostel | Wappenbegründung: Das Wappen zeigt einen reitenden Förster, der hier bis kurz vor der Jahrhundertwende seinen Amtssitz hatte und an den noch heute der Forsthof erinnert. Auch im Rezess der Gemeinde Wennebostel von 1851 ist unter den Teilungsinteressenten die „herrschaftlich reitende Försterstelle Nr. 29“ aufgeführt. Die Krone soll darauf hinweisen, dass der reitende Förster im Dienste des Königs von Hannover, zuletzt im preußischen Dienst, stand. Die Wolfsangel wurde in das Wappen aufgenommen, um die Zugehörigkeit der Gemeinde zum Landkreis Burgdorf, der selbst die Wolfsangel in seinem Wappen führt, zu symbolisieren. |

## Kultur und Sehenswürdigkeiten

### Bauwerke
- Forsthaus von 1744

### Naturdenkmale, Ortsbild
Die größte Eiche des Dorfes ist ein 850 Jahre altes Naturdenkmal. Dabei handelt es sich um die „Mackensen-Eiche“ auf dem Forsthof, dem im Jahr 1900 nach Fuhrberg verlegten Dienstsitz des Försters.
Hohe Eichen, Hecken von Hainbuchen und Weißdorn sowie alte Höfe und Häuser bestimmen das Bild des Ortes.

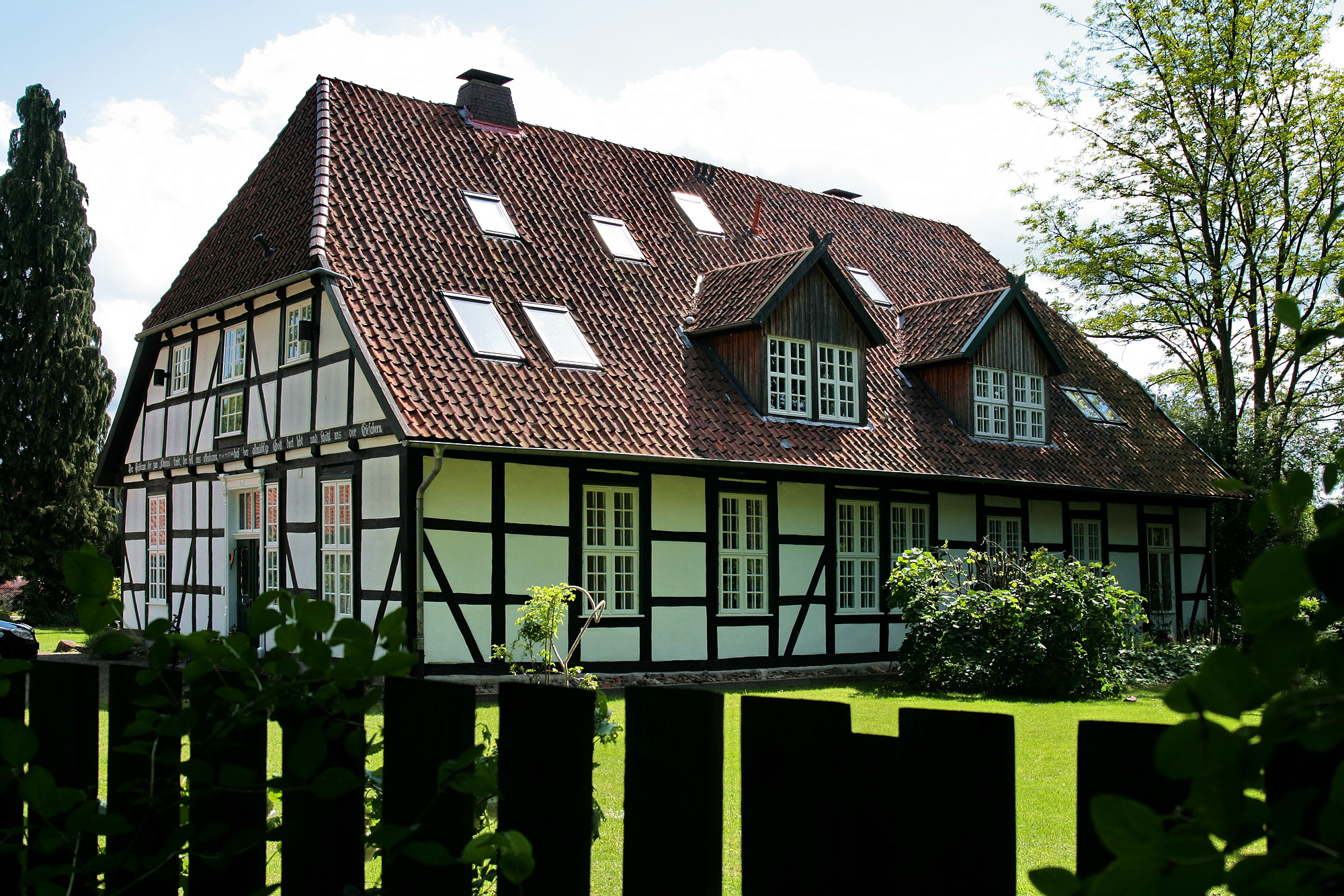
Forsthaus von 1744
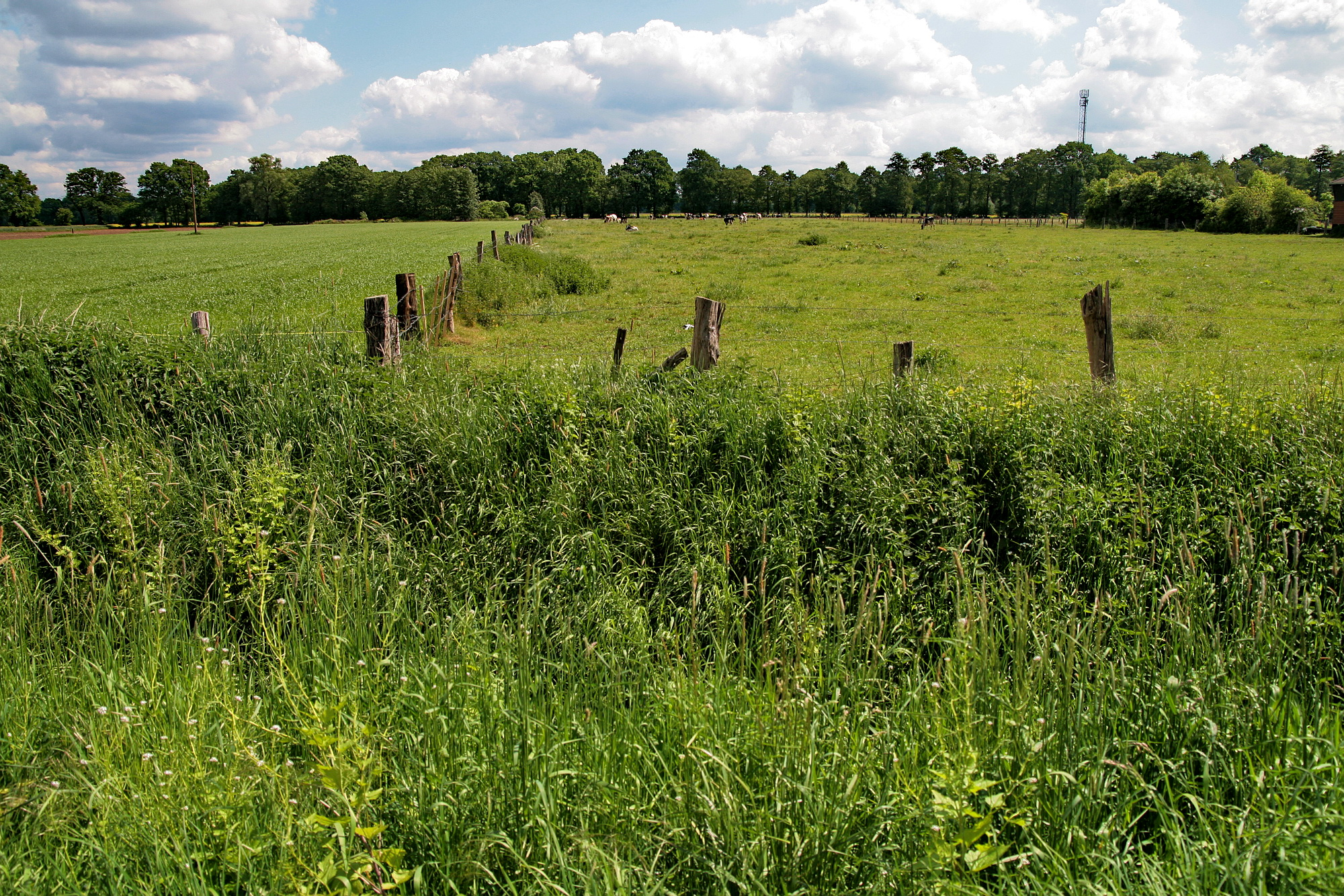
Felder vor dem Ort

## Wirtschaft und Infrastruktur
Unternehmen

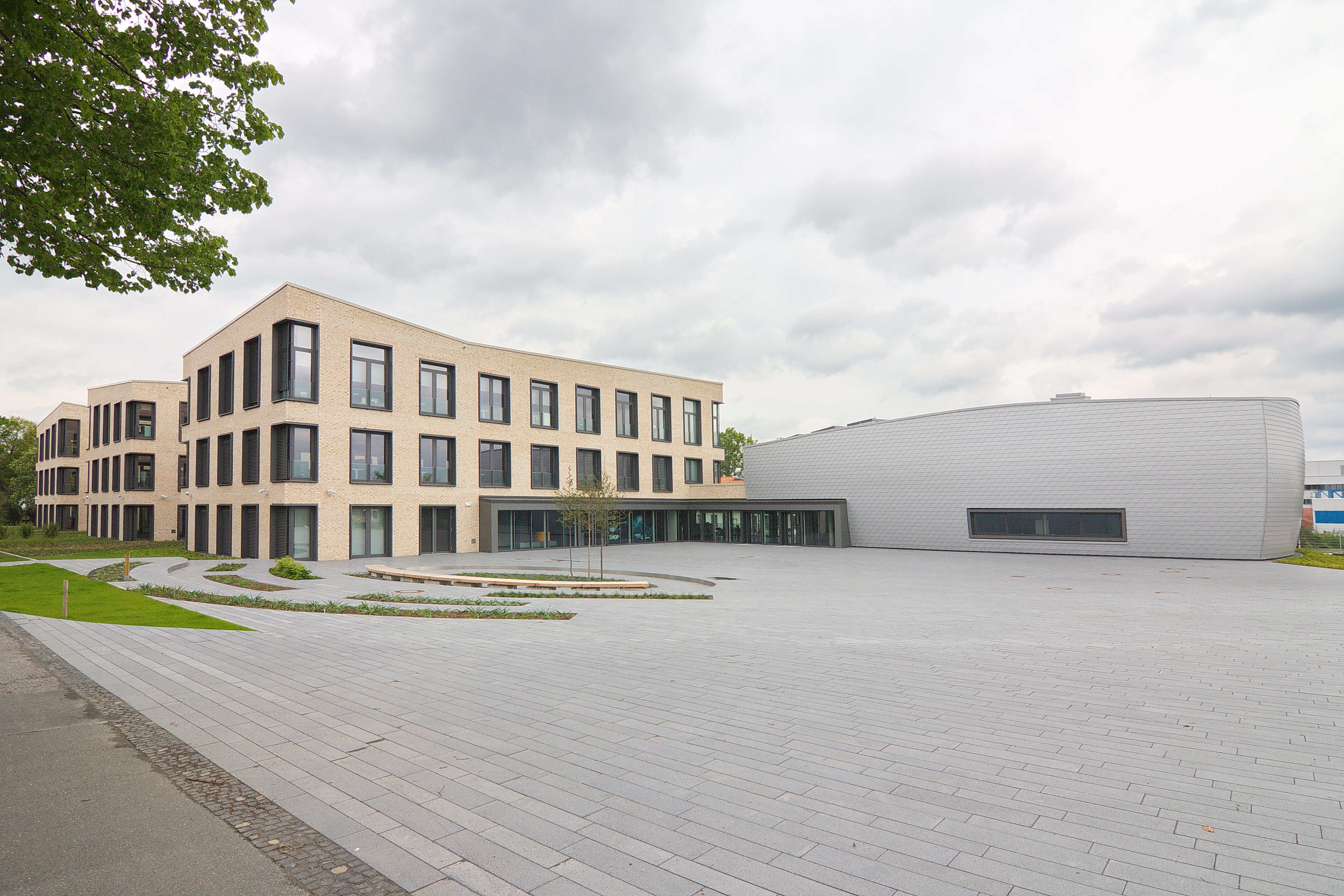
Firmensitz von Sennheiser in Wennebostel

Das Stammwerk des international tätigen Unternehmens Sennheiser electronic GmbH & Co. KG hat seinen Sitz in Wennebostel. Es wurde 1945 hier als Laboratorium Wennebostel gegründet.

## Persönlichkeiten
Personen, die mit dem Ort in Verbindung stehen
- Reinhold Schleese (1863–1929), Volksschullehrer und Mitbegründer der Hafengesellschaft Hannover für den Betrieb des Brinker Hafens, er war von 1884 bis 1902 Lehrer in Wennebostel
- Fritz Sennheiser (1912–2010), erster Ehrenbürger der Wedemark, seine Firma hat bis heute den Firmensitz in Wennebostel
- Karl Montag (1917–1982), Geigenbauer und Kunstmaler, er wohnte von 1952 bis 1974 in Wennebostel
- Günter Nagel (1936–2020), Landschaftsarchitekt und Hochschullehrer, er schuf 1999/2000 das Betriebsgelände Sennheiser in Wennebostel